# Jan Laštůvka
Jan Laštůvka (Havířov, República Checa, 7 de julio de 1982) es un futbolista checo. Juega de portero y se encuentra sin equipo tras abandonar el F. C. Baník Ostrava.

## Selección nacional
Fue internacional con la selección de fútbol de la República Checa en tres ocasiones.

## Clubes
| Club                           | País            | Año       |
| ------------------------------ | --------------- | --------- |
| F. C. Karviná                  | República Checa | 1999-2000 |
| F. C. Baník Ostrava            | República Checa | 2000-2004 |
| F. K. Shakhtar Donetsk         | Ucrania         | 2004-2009 |
| Fulham F. C. (cedido)          | Inglaterra      | 2006-2007 |
| VfL Bochum (cedido)            | Alemania        | 2007-2008 |
| West Ham United F. C. (cedido) | Inglaterra      | 2008-2009 |
| F. C. Dnipro Dnipropetrovsk    | Ucrania         | 2009-2016 |
| M. F. K. Karviná               | República Checa | 2016-2017 |
| S. K. Slavia Praga             | República Checa | 2017      |
| F. C. Baník Ostrava            | República Checa | 2018-2023 |

## Palmarés

### Torneos nacionales
| Título                     | Club                   | País            | Año  |
| -------------------------- | ---------------------- | --------------- | ---- |
| Liga de la República Checa | F. C. Baník Ostrava    | República Checa | 2004 |
| Liga Premier de Ucrania    | F. K. Shakhtar Donetsk | Ucrania         | 2005 |
| Supercopa de Ucrania       | F. K. Shakhtar Donetsk | Ucrania         | 2005 |
| Liga Premier de Ucrania    | F. K. Shakhtar Donetsk | Ucrania         | 2006 |